# جاده های آتشین
جاده‌های آتشین (ازبک. Olovli yoʻllar) نام یک مجموعه تلویزیونی در ۵ بخش است. این فیلم در سال‌های ۱۹۷۷–۱۹۸۴ منتشر شد و محصول کشور اتحاد جماهیر شوروی است.
موضوع فیلم دربارهٔ زندگی و سرنوشت غم‌انگیز شاعر، نمایشنامه نویس، آهنگساز، انقلابی و شخصیت مردمی ازبکستانی حمزه حکیم‌زاده نیازی است. طرح داستان بر اساس رمان «حمزه» اثر کمیل یاشن است. در این فیلم از اشعار و ملودی‌های حمزه استفاده شده‌است.
- بخش ۱ (۱–۴ قسمت). «قلب یک شاعر» (۱۹۷۸).
- بخش ۲ (۵–۸ قسمت). «در جستجوی حقیقت» (۱۹۷۹).
- بخش ۳ (قسمت ۹–۱۲). «خواننده انقلاب» (۱۹۸۲).
- بخش ۴ (قسمت ۱۳–۱۴). «مبارزه با ترکستان» (۱۹۸۴).
- بخش ۵ (قسمت ۱۵–۱۷). «جمهوری من» (۱۹۸۴).